# Calipso (música)
El calipso (llamado también calypso) es el nombre de un género musical originario de Trinidad y Tobago, llevado a Venezuela por los migrantes trinitarios. Se volvió muy popular en Costa Rica, las Antillas, las islas de San Andrés y Providencia en Colombia, Panamá, Puerto Rico y gran parte de la costa caribeña centroamericana. Es tanto anglófono como francófono. En los países de habla mayoritariamente hispana que lo practican también se incluyen letras en español.
Su origen se remonta a los primeros esclavos africanos que laboraban en las plantaciones de caña de azúcar de la isla de Trinidad y Tobago, que más tarde fueron separados de sus familias para ser llevados a Venezuela. Allí, con el tiempo el calypso ganó popularidad y mutó a un tipo o estilo típico del país continental llamado Calipso del Callao,  al cual se le agregaron instrumentos típicos de la región, pero conservó el inglés como idioma tradicional en alusión a su origen en Trinidad y Tobago.

## Ámbito
El calipso es popular en América
- Barbados
- Norte de Brasil (principalmente el estado de Pará)
- Colombia (principalmente en el Archipiélago de San Andrés y Providencia)
- Costa Rica (en la provincia de Limón)
- Honduras (Costa Caribe)
- Jamaica,
- Nicaragua (Costa Caribe)
- Panamá: principalmente en las provincias de Bocas del Toro y Colón, también en diversos barrios de la ciudad capital en los cuales se asentó la población anglo afroantillana que vino a laborar en la construcción del Canal de Panamá.
- Puerto Rico,
- Trinidad y Tobago
- Venezuela (Bolívar)
- Guatemala

## Instrumentos
Su peculiaridad es que usa como instrumento principal unos tambores metálicos (en realidad pertenecen a la familia de los idiófonos), fabricados a partir de barriles de petróleo reciclados, llamados steel drums (‘tambores de acero’) o simplemente tambores metálicos de Trinidad, muy usados en los carnavales trinitarios. Esos tambores se crearon por la necesidad de percutir que tenían los descendientes de los africanos en estas islas y, dado que no poseían ningún instrumento, empezaron a percutir los barriles, los cuales se fueron abollando y luego estableciéndose alturas definidas, lo que harían que en el futuro el instrumento se pudiera templar con una escala cromática.
El calipso venezolano o calipso de El Callao, cantado tradicionalmente en inglés, se hace a partir de una batería rítmica de percusión basada en el bumbac, acompañada de charrasca,campana o cencerro y cuatro (especie de guitarra pequeña, típica de Venezuela) y maracas.
Comúnmente se adiciona además teclado, bajo eléctrico, instrumentos de viento y voces masculinas y femeninas.

## Intérpretes
Los intérpretes y compositores de calipso que han estudiado la cultura musical de Venezuela y Trinidad y Tobago y han memorizado sus ritmos y estructuras tradicionales para incorporarlas a su música son conocidos como calipsonianos (más usual en inglés: calypsonian). La creatividad de algunos de ellos hace que sean capaces de improvisar un calipso a partir de cualquier tema, llegando a competir entre ellos en sesiones ad hoc realizadas durante el carnaval de Trinidad y desde los años cincuenta, en competiciones organizadas. A principios del siglo XXI uno de los más célebres calypsonians era el costarricense Walter Ferguson, quien hasta su fallecimiento a los 103 años, fue considerado el rey del género musical, conocido como Gavitt o bien el Rey del Calipso.